# The Pirates of Penzance (film)
Pour l’article homonyme, voir The Pirates of Penzance.
Pour plus de détails, voir Fiche technique et Distribution.
The Pirates of Penzance est une comédie musicale anglo-américaine réalisée par Wilford Leach, sortie en 1983. Il s'agit d'une adaptation de l'opéra du même nom de Gilbert et Sullivan.

## Synopsis
Un enfant, Frédéric, avait été placé en apprentissage auprès d'une bande de pirates au bon cœur. Son sens aigu du devoir le pousse à rester fidèle à ces pirates jusqu'à la fin de son apprentissage, à 21 ans, alors que sa morale réprouve ce mode de vie. À 21 ans, libéré de ses obligations, il les quitte, se jurant de les exterminer en rédemption de tous les mauvais actes qu'il avait été amené à accomplir à leurs côtés. Mais le chef des pirates découvre une ambigüité dans le contrat d'apprentissage de Frédéric : celui-ci précise qu'il doit rester en apprentissage jusqu'à son 21e anniversaire et non jusqu'à ses 21 ans. La différence est de taille pour Frédéric, vu que celui-ci est né un 29 février, ce qui le pousse à rester au service des pirates 63 ans de plus…

## Fiche technique
- Titre : The Pirates of Penzance
- Titre original : The Pirates of Penzance
- Réalisation : Wilford Leach
- Scénario : Wilford Leach d'après le libretto de W. S. Gilbert
- Production : Joseph Papp, Timothy Burrill, Edward R. Pressman, Stephen Katz, Andrew Tribe
- Musique : Arthur Sullivan (musique de l'opéra The Pirates of Penzance)
- Photographie : Douglas Slocombe
- Montage : Anne V. Coates
- Direction artistique : Elliot Scott
- Chef décorateur : Ernest Archer, Alan Cassie, Peter Howitt
- Costumes : Tom Rand
- Effets spéciaux : Brian Johnson
- Pays de production : Royaume-Uni/États-Unis
- Langue : anglais
- Genre : comédie musicale
- Durée : 112 minutes
- Dates de sortie : 
  - États-Unis : 18 février 1983
  - Australie : 5 mai 1983
  - Royaume-Uni : août 1983

## Distribution[1]
- Tony Azito : le Sergent de police
- Kevin Kline : le Roi des pirates
- Angela Lansbury : Ruth
- Linda Ronstadt : Mabel Stanley
- George Rose : Major-General Stanley
- Rex Smith : Frédéric
- Tim Bentinck : un pirate
  - David Hatton : Samuel
    - Stephen Hanan : voix chantée de Samuel

  - Louise Gold : Edith Stanley
    - Alexandra Korey : voix chantée de Edith

  - Teresa Codling : Kate Stanley
    - Marcie Shaw : voix chantée de Kate

  - Tilly Vosburgh : Isabel
- Anthony Arundell : un pirate
- John Asquith : un pirate
- Mohamed Aazzi : un pirate
- Ross Davidson : un pirate
- Mike Grady : un pirate
- Simon Howe : un pirate
- Tony Millan : un pirate
- G.B. Zoot Money: un pirate
- Andrew Paul : un pirate
- Ken Leigh Rogers : un pirate
- Mohamed Serhani : un pirate
- Mike Walling : un pirate
- Leni Harper : une des filles du Major Stanley
- Clare McIntyre : une des filles du Major Stanley
- Louise Papillon : une des filles du Major Stanley
- Nancy Wood : une des filles du Major Stanley
- Peppi Borza : un policier
- Nicolas Chagrin : un policier
- Frankie Cull : un policier
- David Hampshire : un policier
- Phillip Harrison : un policier
- Maurice Lane : un policier
- Neil McCaul : un policier
- Jerry Manley : un policier
- Rhys Nelson : un policier
- Garry Noakes : un policier
- Chris Power : un policier
- Kenny Warwick : un policier

## Distinctions

### Nomination
- Saturn Award 1984 : 
  - Meilleurs costumes (Tom Rand)
- Golden Globes 1984
  - Meilleure actrice dans un film musical ou une comédie (Linda Ronstadt)